# Баннаш

Баннаш на карте штата.

Баннаш (порт. Bannach) — муниципалитет в Бразилии, входит в штат Пара. Составная часть мезорегиона Юго-восток штата Пара. Входит в экономико-статистический микрорегион Сан-Фелис-ду-Шингу. Население составляет 3431 человек на 2010 год. Занимает площадь 2956,649 км². Плотность населения — 1,16 чел./км².

## История
Город основан 10 февраля 1997 года. 

## Демография
Согласно сведениям, собранным в ходе переписи 2010 г. Национальным институтом географии и статистики (IBGE), население муниципалитета составляет:
| Полное население                               | Полное население                               | Полное население                               | Полное население                               | 3431  |
| ---------------------------------------------- | ---------------------------------------------- | ---------------------------------------------- | ---------------------------------------------- | ----- |
| в том числе:                                   | Городское население                            | 1282                                           | Процент городского населения, %                | 37,37 |
|                                                | Сельское население                             | 2149                                           | Процент сельского населения, %                 | 62,63 |
|                                                | Мужское население                              | 1847                                           | Процент мужского населения, %                  | 53,83 |
|                                                | Женское население                              | 1584                                           | Процент женского населения, %                  | 46,17 |
| Плотность населения, чел/км²                   | Плотность населения, чел/км²                   | Плотность населения, чел/км²                   | Плотность населения, чел/км²                   | 1,16  |
| Население муниципалитета в % к населению штата | Население муниципалитета в % к населению штата | Население муниципалитета в % к населению штата | Население муниципалитета в % к населению штата | 0,05  |

По данным оценки 2015 года, население муниципалитета составляет 3267 жителей.

## Статистика
- Валовой внутренний продукт на 2003 год составляет 66 644 828,00 реалов (данные: Бразильский институт географии и статистики).
- Валовой внутренний продукт на душу населения на 2003 год составляет 18 799,67 реалов (данные: Бразильский институт географии и статистики).
- Индекс развития человеческого потенциала на 2000 год составляет 0,700 (данные: Программа развития ООН).

## Важнейшие населенные пункты
| № | Населённый пункт | Населённый пункт (порт.) | Категория | Население чел. (2010) | На карте                       |
| - | ---------------- | ------------------------ | --------- | --------------------- | ------------------------------ |
| 1 | Баннаш           | Bannach                  | город     | 1282                  | 7°20′58″ ю. ш. 50°24′29″ з. д. |